# Alone We Fight
Pour plus de détails, voir Fiche technique et Distribution.
Alone We Fight (litt. On combat seuls) est un film de guerre américain réalisé par Justin Lee, sorti en 2018.

## Synopsis
Prisonniers des Allemands, un groupe de Rangers se rebelle contre leur exécution et deux d'entre eux survivent. Accueillis dans une infirmerie alliée, ils sont bientôt la cible de tirs de mortier. Il réduisent le mortier au silence, mais leurs supérieurs les avertissent que cela n'est que la préparation d'une attaque prochaine qui oblige à déplacer les blessés et l'infirmerie. Le sergent Falcone, fidèle à sa mission de Ranger, se porte volontaire pour partir en avant afin de retarder l'attaque allemande. Ils partent ainsi à trois dans une patrouille suicide. Un sniper tue Archer. Ils réduisent ensuite un nid de mitrailleuse, avant de tomber sur un stock de carburant qu'ils incendient. Ils sont alors poursuivis par une escouade de soldats allemands, tombent sur un poste de défense antiaérienne, et Mikey est alors touché à mort. Falcone essaie de le ramener sur son dos, mais Mikey est touché à nouveau. Falcone à son tour est blessé et rampe jusqu'à un chemin, où il est poursuivi par une automitrailleuse. C'est alors qu'arrive la cavalerie, un char américain avec une patrouille qui rapatrient le sergent à l'infirmerie.

## Fiche technique
Sauf indication contraire, les informations mentionnées dans cette section peuvent être confirmées par la base de données cinématographiques IMDb,  présente dans la section « Liens externes ».
- Titre anglais : Alone We Fight
- Réalisation : Justin Lee
- Scénario : Justin Lee
- Production : Lara Thomas Ducey, Andrew Garrettson et Peter 'Drago' Tiemann pour Wandering Dragon Productions
- Musique : Jared Forman
- Photographie : Justin Janowitz
- Montage : Michael Tang
- Durée : 91 min
- Pays de production :  États-Unis
- Date de sortie : 
  - États-Unis : 6 novembre 2018[2]

## Distribution
- Aidan Bristow : Sergent Gregory Falcone
- Matthew James McCarthy : Private Michael 'Boston' O'Reilly
- Corbin Bernsen : Colonel Bradley Armstrong
- Johnny Messner : Capitaine Hank Kedry
- Lara Thomas Ducey : Lt. Lorraine
- Kate Conway : Lt. Jackie
- Philip Nathanael  : Private Benjamin Archer
- Adam Elliott Davis : Private David Goldman
- Airisa Durand : Lt. Sasha
- Peter 'Drago' Tiemann : Commandant SS
- Anthony Bowman : Sniper allemand
- Barry Saxberg : Aide du colonel
- Jeff Mendenhall : soldat allié
- Ryan Spickard : soldat allemand
- Jason L Lowe : soldat allemand
- Dennis Cater : soldat allié
- T.J. Brossard : soldat SS
- Sage Anthony : soldat allemand